# West Hawk Lake
Der West Hawk Lake ist ein annähernd kreisförmiger See im Südosten der kanadischen Provinz Manitoba. Die kleine Seitenbucht Little Indian Bay erstreckt sich über die Provinzgrenze nach Ontario.

## Lage
Der West Hawk Lake liegt im Whiteshell Provincial Park. Der Trans-Canada Highway verläuft am Südufer des Sees. Dort befindet sich auch der Ort West Hawk Lake (unincorporated area).
Der See liegt im Bereich des Kanadischen Schildes Er hat eine Fläche von 14,9 km² und liegt auf einer Höhe von 329 m. Mit 111 m ist er der tiefste See in Manitoba.
Der See wird vom Whiteshell River von Osten nach Norden durchflossen. Am Abfluss befindet sich der West Hawk Lake Dam, der die ausfließende Wassermenge reguliert.

## Einschlagkrater
Unterhalb des Zentralteils des West Hawk Lakes befindet sich ein Einschlagkrater, der vor 351±20 Millionen Jahren entstand. Der Krater hat einen Durchmesser von 2,44 km.